# هاروکو مومویی
هاروکو مومویی (انگلیسی: Haruko Momoi; زاده ۱۴ دسامبر ۱۹۷۷) خواننده، صداپیشه، بازیگر، ترانه‌سرا، خواننده-ترانه‌سرا، آهنگساز، شاعر، و نویسنده اهل ژاپن است. وی از سال ۲۰۰۰ میلادی تاکنون مشغول فعالیت بوده‌است.